# 岡田喜久治

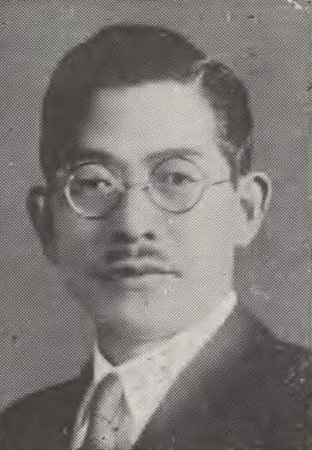
岡田喜久治

岡田 喜久治（おかだ きくじ、1889年〈明治22年〉7月21日 - 1959年〈昭和34年〉2月2日）は、日本の内務官僚、政治家。衆議院議員（3期、立憲民政党）、参議院議員（1期、民主党）。農林政務次官。

## 経歴
栃木県芳賀郡清原村（現在の宇都宮市）出身。1914年（大正3年）、東京帝国大学法科大学政治科を卒業。同年の高等文官試験に合格し、宮城県志田郡長、北海道庁理事官、石川県理事官を経て、警視庁理事官に任命され、工場課長、保安課長、外事課長、特別高等課長を歴任した。その後、宮崎県書記官・警察部長、三重県書記官・警察部長に就任。1927年（昭和2年）、京都市助役となった。1929年（昭和4年）、岐阜県書記官・警察部長となり、翌年には宮崎県書記官・内務部長となった。
退官後の1932年（昭和7年）、第18回衆議院議員総選挙に出馬し、当選。第20回まで3期連続当選を果たした。その間、米内内閣で農林政務次官を務めた。
その他、日本タングステン株式会社取締役、日本竹織株式会社取締役、満洲皮革株式会社監査役などを務めた。
戦後は、1947年（昭和22年）4月の第1回参議院議員通常選挙に民主党から栃木地方区で出馬し、落選。しかし同年8月の補欠選挙で当選を果たした。1950年（昭和25年）の第2回参議院議員通常選挙で自由党から全国区に転じたが落選。1953年（昭和28年）の第3回参議院議員通常選挙で栃木県から再び立候補したが落選した。
1959年（昭和34年）2月2日死去、69歳。死没日をもって勲二等瑞宝章追贈（勲三等からの昇叙）。

## 親族
- 松永直吉 - 妻の兄。外交官